# Morpho praenestina
Morpho praenestina är en fjärilsart som beskrevs av Hans Fruhstorfer 1913. Morpho praenestina ingår i släktet Morpho och familjen praktfjärilar. Inga underarter finns listade i Catalogue of Life.